# Pygophora digitata
Pygophora digitata är en tvåvingeart som beskrevs av Xiaolong Cui och Xue 1995. Pygophora digitata ingår i släktet Pygophora och familjen husflugor.
Artens utbredningsområde är Hunan (Kina). Inga underarter finns listade i Catalogue of Life.